# 7415 Susumuimoto
7415 Susumuimoto eller 1990 VL8 är en asteroid i huvudbältet som upptäcktes den 14 november 1990 av den japanska astronomen Tsutomu Seki vid Geisei-observatoriet. Den är uppkallad efter Susumu Imoto.
Asteroiden har en diameter på ungefär 13 kilometer och den tillhör asteroidgruppen Themis.